# 前大室
前大室（まえおおむろ）は丹沢山地西部、神奈川県足柄上郡山北町と山梨県南都留郡道志村の境にある標高1,425mの山である。

## 概要
大室山から三国山へ伸びる甲相国境尾根の東部、加入道山の東側に位置する山である。山頂の南側（神奈川県側）は丹沢大山国定公園に指定されており、北側（山梨県側）は横浜市水道局の水源涵養林として保護・管理されている。
当山と加入道山との鞍部は馬場峠と呼ばれるが、馬場峠の名の由来となった山麓の馬場集落（山梨県側）からの登山道を登りつめると当山へ至るため、当山を馬場峠と呼ぶこともあるようである。

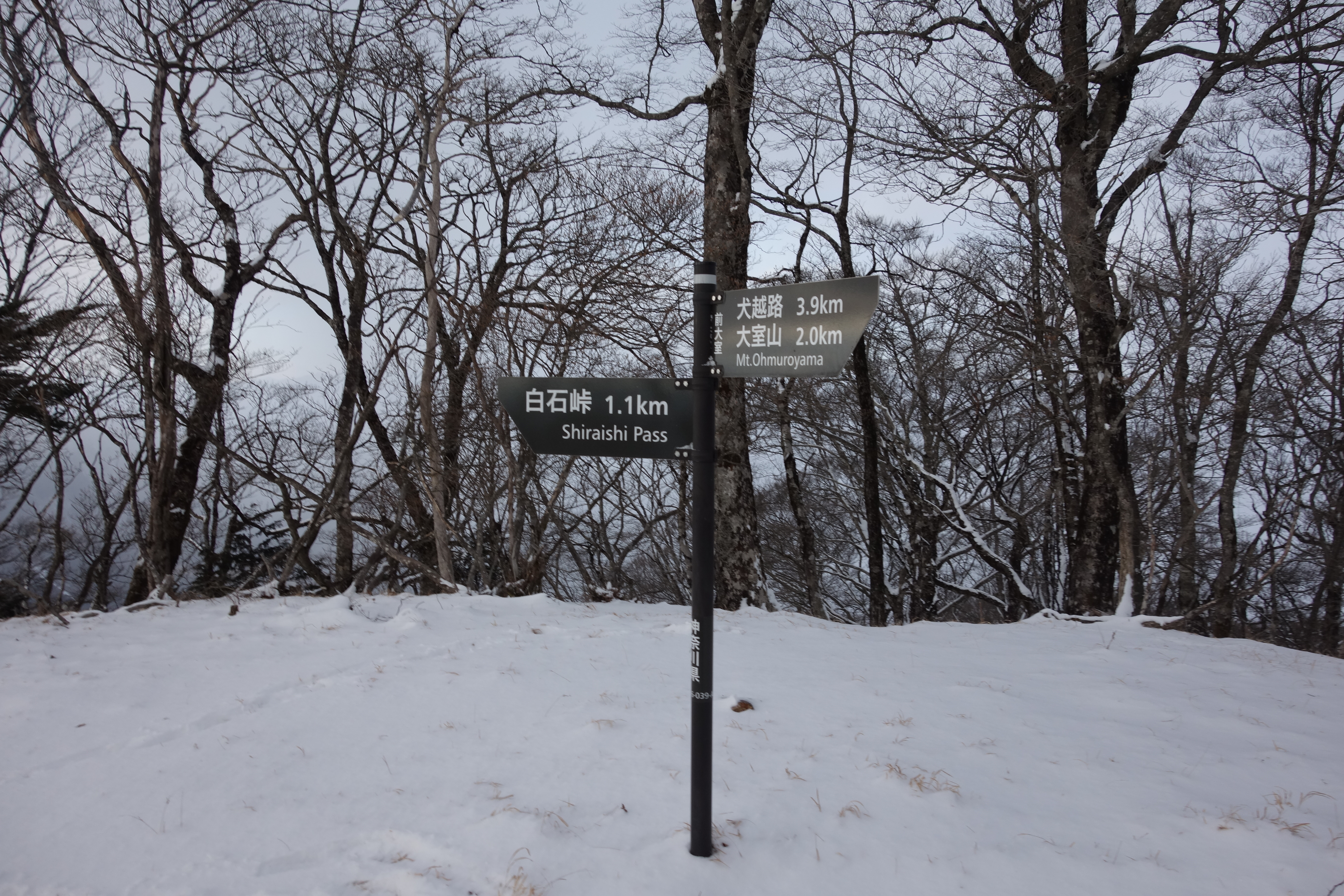
雪の前大室
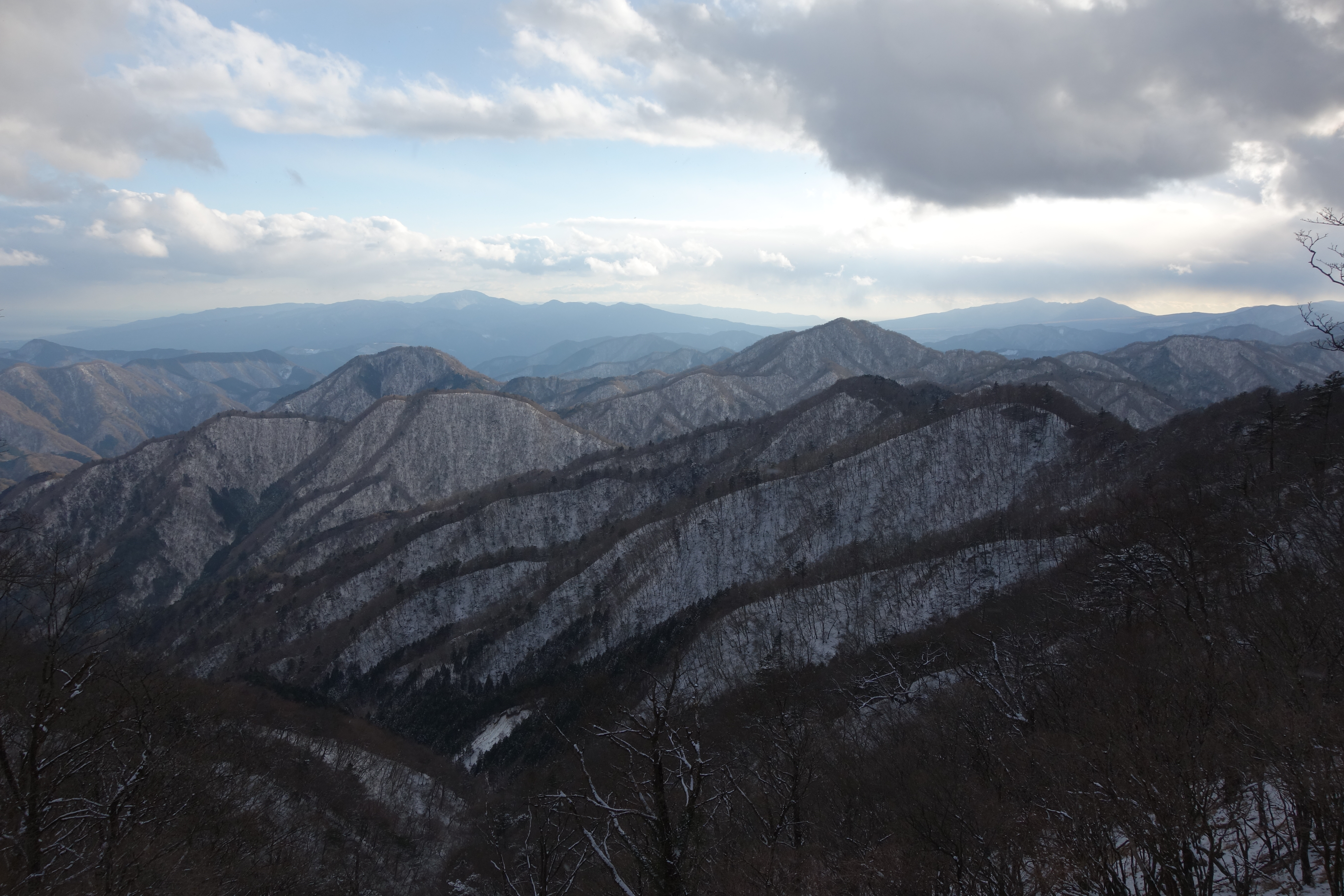
前大室からの畔ヶ丸（奥は箱根山と愛鷹山）
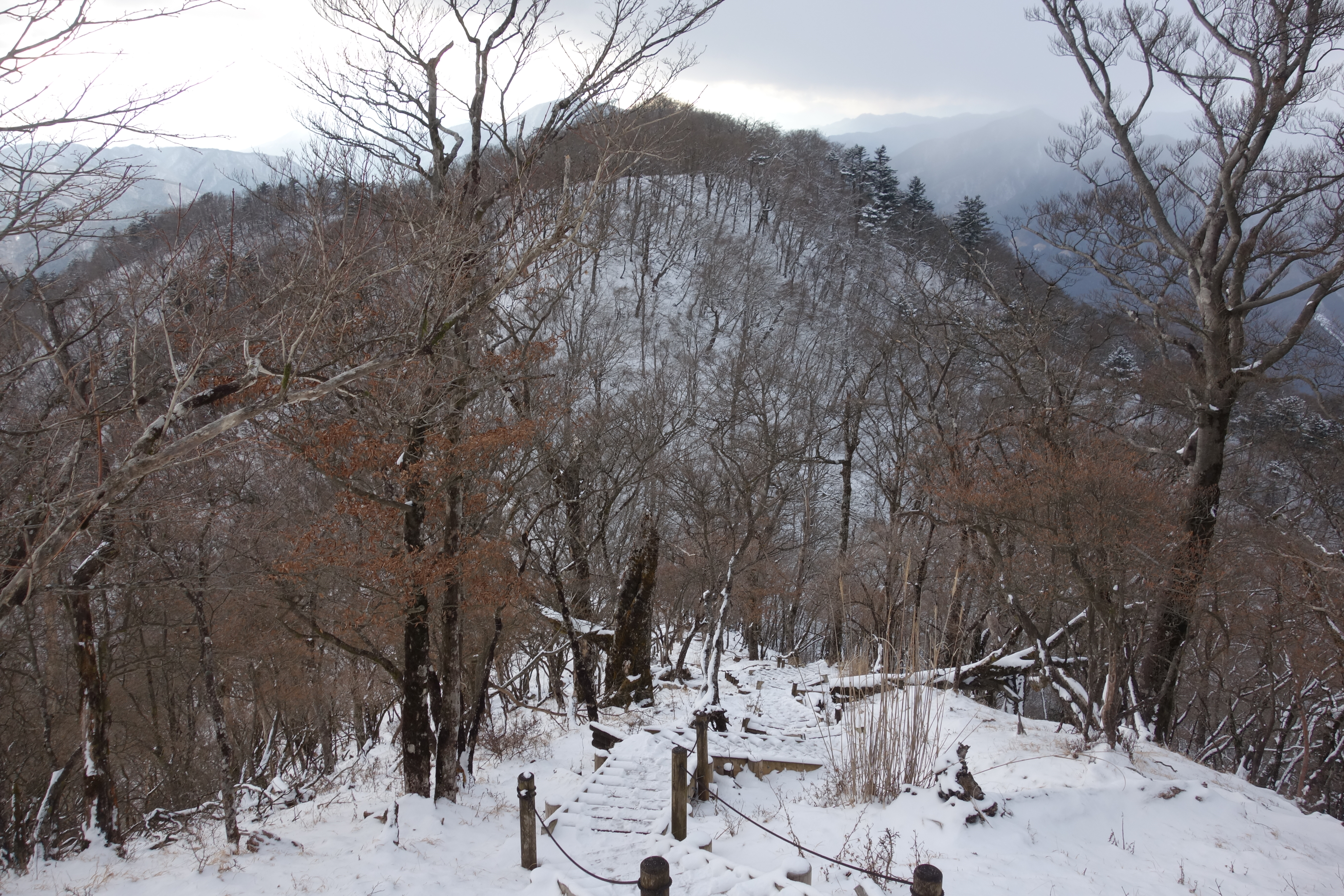
前大室からの加入道山